# Astragalus curtipes
Astragalus curtipes es una especie de planta del género Astragalus, de la familia de las leguminosas, orden Fabales.

## Distribución
Astragalus curtipes se distribuye por Estados Unidos (California).

## Taxonomía
Fue descrita científicamente por A. Gray. Fue publicada en Proc. Calif. Acad. Sci. 3: 103 (1864).